# Koplotovce
Koplotovce jsou obec v okrese Hlohovec v Trnavském kraji na západním Slovensku.

## Historie
V historických záznamech je obec poprvé zmiňována v roce 1113. V obci se nachází římskokatolický kostel Navštívení Panny Marie z roku 1743.

## Geografie
Obec leží v nadmořské výšce 165 m na ploše 5,799 km2. Žije zde 785 obyvatel.